# Mojosari (Karanggede)
Mojosari is een bestuurslaag in het regentschap Boyolali van de provincie Midden-Java, Indonesië. Mojosari telt 1022 inwoners (volkstelling 2010).